# 演奏会
演奏会（えんそうかい）、コンサート（英: concert）、リサイタル（英: recital）とは、専ら音楽そのものを聞きにくる聴衆をターゲットとして音楽を演奏するイベントのことである。ポピュラー音楽においてはライブあるいはライヴ（LIVE）とも呼ばれている。生演奏でなくても「フィルムコンサート」「ビデオコンサート」というように使われる場合もある。
音楽の演奏を含む物であっても、オペラ、バレエ、ミュージカル等のように演劇や舞踊と一体化している場合や、パーティーなどで、余興、BGMとして演奏される場合は、演奏会とはみなさない場合が多い。

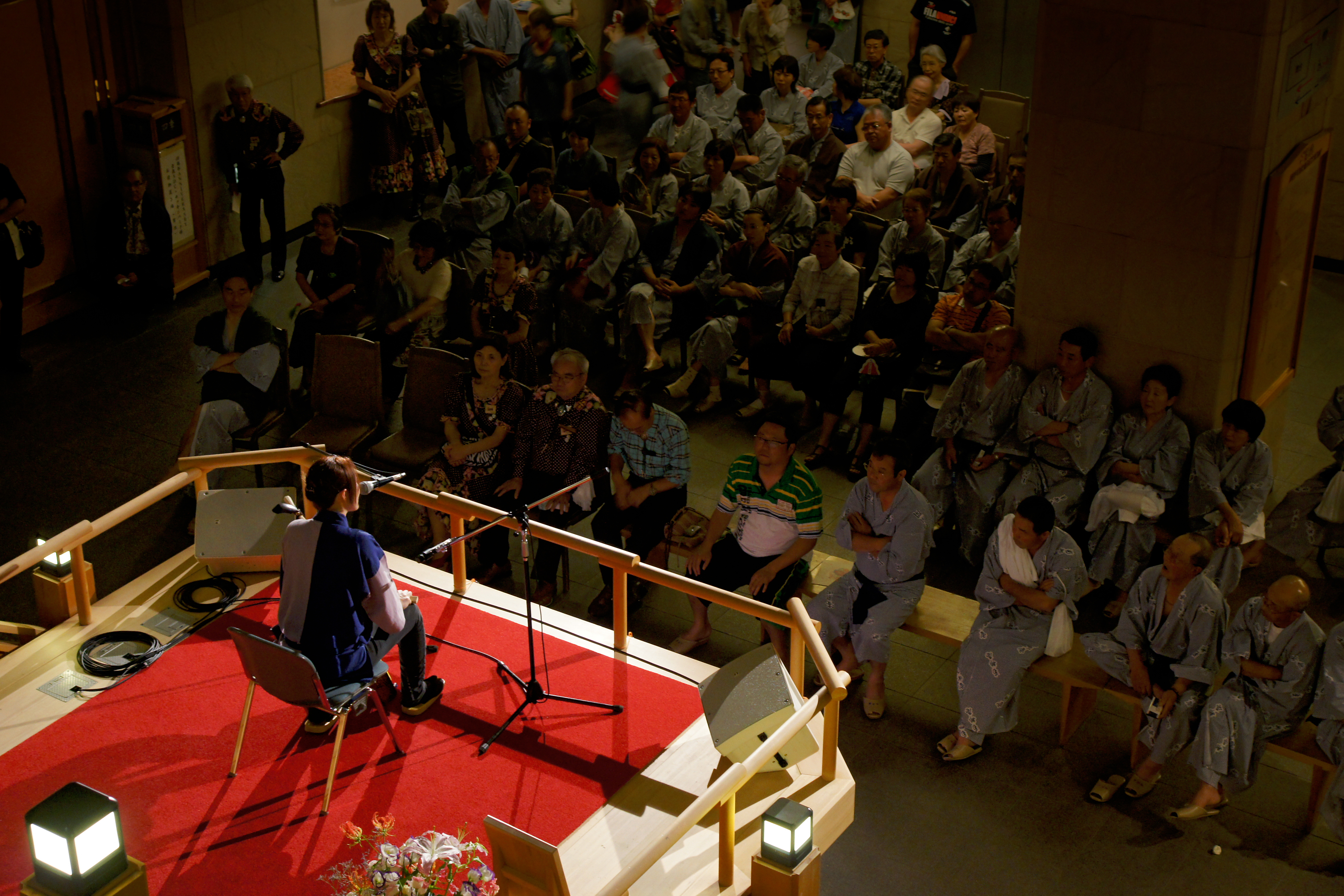
津軽三味線の演奏会

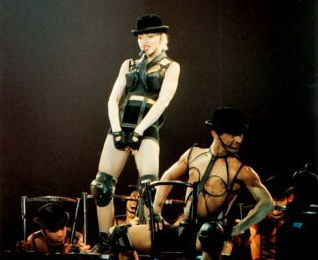
歌手・マドンナの劇場コンサート（1990年）

## コンサートとリサイタル
「リサイタル」は「独奏会」「独唱会」を指し、1人のソリストを主役とした演奏会を指す。鍵盤楽器など1人で音楽作品を演奏できる楽器であれば1人だけが舞台に登場し、旋律楽器や声楽の場合は伴奏者などを伴う。「コンサート」は、本来は演奏会全般を指す言葉だが、狭義にはオーケストラや合唱団など大人数の団体が主役となる場合や、複数のソリストが次々に登場する演奏会など「リサイタル」とは呼べないものを指す。例えば、「アンネ＝ゾフィー・ムター　ヴァイオリンリサイタル」「マリア・カラス ソプラノリサイタル」「オペラ・ガラ・コンサート」など。

## 演奏会に関連する用語

### 定期演奏会
オーケストラ、吹奏楽団、合唱団など常設の演奏団体が、自ら主催し定期的に開催する演奏会を定期演奏会、あるいは予約演奏会という。シーズンを通じて一括して演奏会の入場券を予約できる権利が設定されていることが多く、そのような権利を購入した者を定期会員と称する。

### 演奏旅行
「コンサートツアー」あるいは「ツアー」とも言う。演奏者が普段活動している地域を離れて、各地を巡回し演奏会の興行を行う。ポピュラー・ミュージックの分野においては、イベンターやプロモーターとレコード会社、所属事務所が協力して、大規模なツアーが組まれることが多い。近年の音楽業界では重要な収入源となっている。

### 演奏会形式
オペラなどにおいて、通常のオペラの公演とは異なり、舞台装置などの演劇上の演出をせず、舞台にオーケストラや合唱団が上がり、その前でソリストが歌う形式で公演を行う場合がある。このような公演の形態を演奏会形式という。

### ガラ・コンサート
何かを記念して行われる特別企画の音楽会で、「ガラ・コンサート」（gala concert）という名称を日本語に置き換えるとすれば、「特別公演」「記念演奏会」「祝賀音楽会」となる。"gala"は祝祭を意味し、年末年始（例えば年始であれば「新年ガラコンサート」と銘打って行われる）や、文字通り主な祝祭に合わせて行われることが多い。ソリストの演奏を中心に組み立てられ、オペラやオペレッタのアリアや、協奏曲の一つの楽章、オペラの序曲、間奏曲や演奏会用序曲、バレエ音楽の一部のような短い管弦楽曲、といったプログラムが多い。

### 卒業コンサート
アイドルグループのメンバーが、グループを卒業する際に開催されるコンサート。主に『モーニング娘。』をはじめとする『ハロー!プロジェクト』や乃木坂46・櫻坂46・日向坂46といった坂道シリーズ、AKB48グループなどがよく開催する。「卒コン」と略すこともある。

## 演奏会の構成例

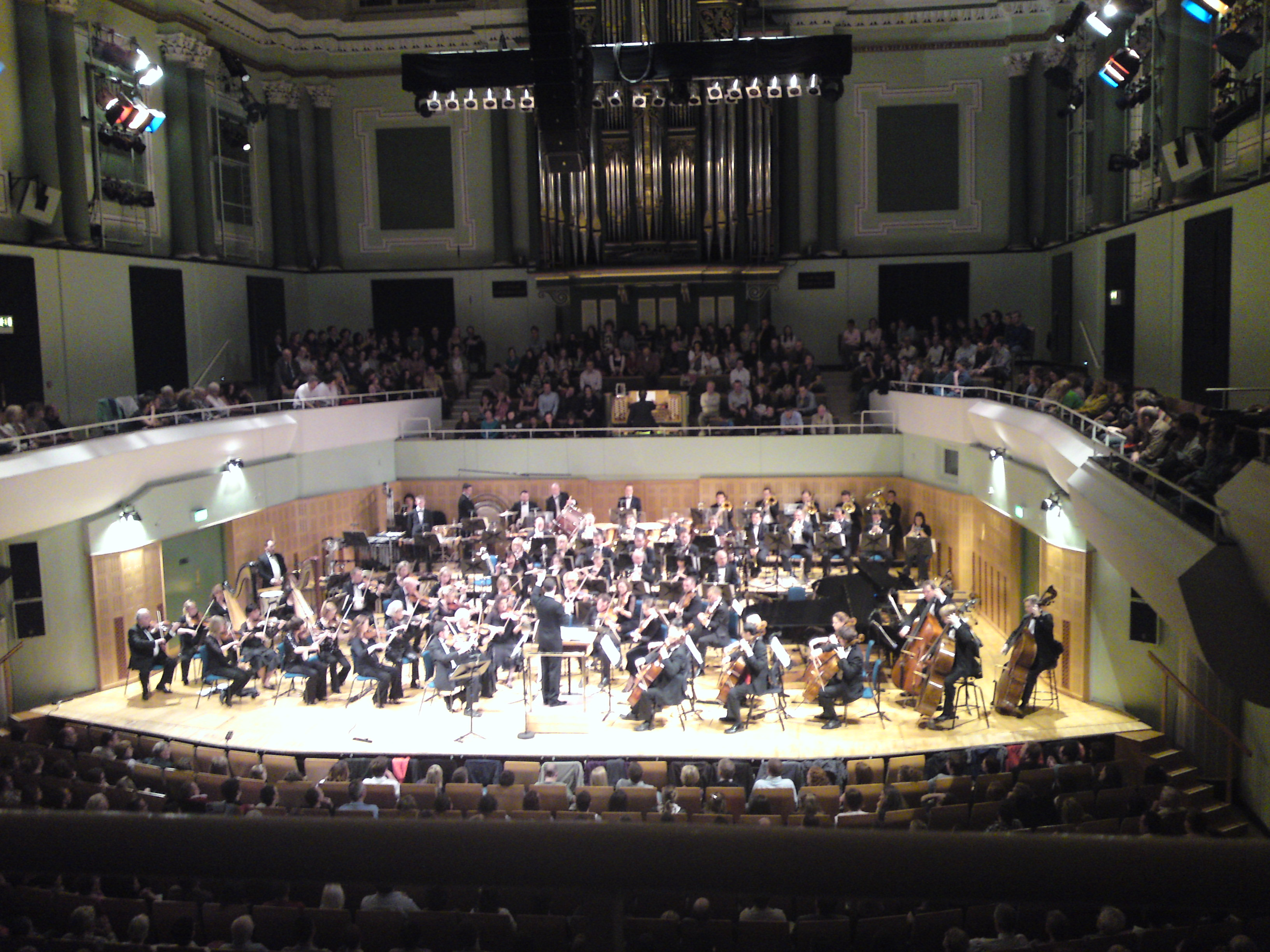
オーケストラの演奏会

### オーケストラの演奏会の場合
1. 序曲など短めの曲
2. 協奏曲、小規模な交響曲、中規模の管弦楽曲
3. 休憩
4. 交響曲、大規模な管弦楽曲などメインの曲

- 4.がとくに重厚かつ長大な場合は、2または1、さらには1・2なしでマーラーの交響曲など一曲だけの4だけということがある。
- 1.の序曲を演奏しないで、リゲティなどの現代音楽など あまり一般的ではない曲（委嘱作品や初演作品等も）を最初に挿入する方法がある。それを聴衆が嫌って遅れて入ってくる場合は意図的に順序を逆にして協奏曲の後などに入れる場合もある。
- クラシックにあまり詳しくない人向けに、上記の構成を採らず短めの曲（小品）を集めたものをプロムナードコンサート（略称プロムス）と呼ぶ。
- こうした構成で演奏される演奏会は、通例、司会進行役は無く、奏者の入場・ソリスト等の入場・指揮者の入場、演奏開始、といった流れになり、開演中にアナウンスなどが流れる事は無い。指揮者がアンコール曲の作曲者と曲名を言うことはある。 ただし、ホールによっては開演前に注意喚起（携帯電話の電源断や時計のアラーム機能のオフの要請など。携帯電話に関しては、電波を遮断する機器を設置しているホールでは その旨の周知が行われることがある。）のアナウンス等が流れることはある。また、プロムナードコンサートや初心者向けコンサートなどは、曲紹介や聴くためのポイント、豆知識などを司会者などが解説する場合がある。